# Roberto de la Rosa
Roberto Carlos de la Rosa (Texcoco, Estado de México, México; 4 de enero de 2000) es un futbolista mexicano. Juega como delantero y su equipo actual es el C. F. Monterrey de la Primera División de México. 

## Trayectoria

### Club de Fútbol Pachuca

#### Liga MX
El 12 de agosto del 2017; Roberto de la Rosa debutó en la Liga MX entrando al minuto 77' por Ángelo Sagal en la victoria 2-1 ante los Tigres de la UANL.

#### Copa MX
El 15 de agosto del 2017 Roberto debutó en la Copa MX 2017 con el C. F. Pachuca entrando al minuto 68' por Germán Cano en la victoria 1-0 ante Querétaro F.C.

#### Mundial de Clubes de la FIFA
El 6 de diciembre de 2017; Roberto de la Rosa fue incluido en la lista definitiva de los 23 futbolistas convocados por parte de Diego Alonso, que disputaron el Mundial de Clubes 2017 con sede en los Emiratos Árabes Unidos.
El 16 de diciembre de 2017; Debutó en el Mundial de Clubes 2017 usando el número 89, entrando al minuto 79' por Franco Jara y anotando su primer gol 60 segundos después de entrar al campo al minuto 79' en la victoria 4-1 ante el Al-Jazira. Convirtiéndose así en el primer jugador nacido en los 2000 que juega un Mundial de Clubes.

## Selección nacional

### Sub-17

#### Campeonato Sub-17
El 18 de abril del 2017; Roberto fue incluido en la lista definitiva de los 20 jugadores qué jugaron el Campeonato Sub-17 2017, con sede en Panamá.
Debutó el 23 de abril del 2017 en el Campeonato sub-17 2017, saliendo de cambio al minuto 75' por César Huerta en la victoria 6-0 ante El Salvador.
El 26 de abril del 2017 anotó un doblete en el Campeonato sub-17 2017 al minuto 6 y al minuto 44 jugando los 90' minutos en la derrota 4-3 ante Estados Unidos.
Roberto jugó todos los partidos y anotó 3 goles. México resultó campeón al vencer en la final a Estados Unidos.

#### Torneo Cuatro Naciones
El 24 de julio del 2017; Roberto fue incluido en la lista definitiva de los 25 jugadores qué jugaron el Torneo Cuatro Naciones con sede en México.
El 3 de agosto del 2017 debutó con un hat-trick al minuto 2, 88 y al 90 jugando los 90' minutos en la victoria 5-1 ante la India.
En el torneo disputó todo los partidos y obtuvo la Bota de Oro como máximo goleador de la competencia con 6 goles anotados. México resultó campeón al vencer en la final a Colombia.

#### Mundial Sub-17
El 14 de septiembre del 2017, Roberto de la Rosa fue incluido en la lista definitiva de los 21 jugadores qué jugaran el Mundial Sub-17 2017, con sede en la India.
El 23 de septiembre del 2017, de la Rosa anotó un doblete al minuto 1' y 33 en el empate 3-3 ante Corea del Sur en un partido de preparación rumbo al Mundial Sub-17 2017.
| Selección | País   | PJ | G  | Año             |
| --------- | ------ | -- | -- | --------------- |
| Sub-17    | México | 17 | 15 | 2017 - Presente |

### Sub-20
El 23 de enero de 2018; Roberto de la Rosa recibió su primera convocatoria a la Sub-20 para disputar una concentración en el Centro de Alto Rendimiento y un partido de preparación.
El 12 de marzo de 2018; Roberto de la Rosa fue convocado a la Sub-20 para disputar el 19 de marzo una concentración en el Centro de Alto Rendimiento y después viajar a Brasil para disputar el 22 de marzo y el 25 de marzo dos partido amistoso ante la Selección Sub-20 de Brasil, en  Manaus.
El 25 de marzo de 2018; Roberto de la Rosa debutó con la Sub-20 jugando los 90' minutos en el empate 0-0 ante Brasil.
| Selección | País   | PJ | G | Año             |
| --------- | ------ | -- | - | --------------- |
| Sub-20    | México | 2  | 1 | 2018 - Presente |

### Participaciones en selección nacional
| Copa                                | Categoría                           | Sede                                | Resultado                           | Partidos | Goles |
| ----------------------------------- | ----------------------------------- | ----------------------------------- | ----------------------------------- | -------- | ----- |
| Campeonato Sub-17 de 2017           | Sub-17                              | Panamá                              | Campeón                             | 6        | 3     |
| Torneo Cuatro Naciones              | Sub-17                              | México                              | Campeón                             | 3        | 6     |
| Mundial Sub-17 de 2017              | Sub-17                              | India                               | Octavos de final                    | 4        | 2     |
| Mundial Sub-20 de 2019              | Sub-20                              | Polonia                             | Primera fase                        | 3        | 1     |
| Total parcial en selección nacional | Total parcial en selección nacional | Total parcial en selección nacional | Total parcial en selección nacional | 14       | 12    |

Resumen según posiciones obtenidas:
| Posiciones | Detalle                                          |
| ---------- | ------------------------------------------------ |
| 1.º Lugar  | Campeonato Sub-17 de 2017 Torneo Cuatro Naciones |

## Clubes

### Estadísticas
| Club | Div           | Temporada     | Liga nacionales(1) | Liga nacionales(1) | Liga nacionales(1) | Copas nacionales(2) | Copas nacionales(2) | Copas nacionales(2) | Torneos internacionales | Torneos internacionales | Torneos internacionales | Total | Total | Total  | Media goleadora |
| Club | Div           | Temporada     | Part.              | Goles              | Asist.             | Part.               | Goles               | Asist.l             | Part.                   | Goles                   | Asist.                  | Part. | Goles | Asist. | Media goleadora |
| --- | ------------- | ------------- | ------------------ | ------------------ | ------------------ | ------------------- | ------------------- | ------------------- | ----------------------- | ----------------------- | ----------------------- | ----- | ----- | ------ | --------------- |
| C. F. Pachuca México |               |               |                    |                    |                    |                     |                     |                     |                         |                         |                         |       |       |        |                 |
| 1.ª |               |               |                    |                    |                    |                     |                     |                     |                         |                         |                         |       |       |        |                 |
| 2017-18 | 7             | 0             | 0                  | 7                  | 0                  | 0                   | 1                   | 1                   | 0                       | 15                      | 1                       | 0     | 0.07  |        |                 |
| 2018-19 | 0             | 0             | 0                  | 3                  | 1                  | 0                   | 0                   | 0                   | 0                       | 3                       | 1                       | 0     | 0.33  |        |                 |
| 2019-20 | 13            | 2             | 0                  | 7                  | 1                  | 0                   | 0                   | 0                   | 0                       | 20                      | 3                       | 0     | 0.15  |        |                 |
| 2020-21 | 35            | 8             | 1                  | 0                  | 0                  | 0                   | 0                   | 0                   | 0                       | 35                      | 8                       | 1     | 0.24  |        |                 |
| 2021-22 | 29            | 4             | 0                  | 0                  | 0                  | 0                   | 0                   | 0                   | 0                       | 29                      | 4                       | 0     | 0.14  |        |                 |
| 2022-23 | 31            | 4             | 2                  | 0                  | 0                  | 0                   | 0                   | 0                   | 0                       | 31                      | 4                       | 0     | 0.13  |        |                 |
| Total club | Total club    | 115           | 18                 | 3                  | 17                 | 2                   | 0                   | 1                   | 1                       | 0                       | 133                     | 17    | 1     | 0.21   |                 |
| Total carrera | Total carrera | Total carrera | 115                | 18                 | 3                  | 17                  | 2                   | 0                   | 1                       | 1                       | 0                       | 133   | 21    | 1      | 0.21            |
| (1)Incluye datos de la Primera División de México (2)Incluye datos de la Copa México (2)Incluye datos de la Mundial de Clubes (2018) |               |               |                    |                    |                    |                     |                     |                     |                         |                         |                         |       |       |        |                 |

### Resumen estadístico
| Competición           | Partidos | Goles | Media goleadora |
| --------------------- | -------- | ----- | --------------- |
| Primera división      | 62       | 11    | 0.18            |
| Copas nacionales      | 17       | 2     | 0.12            |
| Copas internacionales | 1        | 1     | 1               |
| Total                 | 80       | 14    | 0.18            |

## Palmarés

### Campeonatos nacionales
| Título                     | Club    | País   | Año  |
| -------------------------- | ------- | ------ | ---- |
| Primera División de México | Pachuca | México | 2022 |

### Distinciones individuales
| Distinción                                                   | Año  |
| ------------------------------------------------------------ | ---- |
| Bota de oro como máximo goleador del Torneo Cuatro Naciones. | 2017 |